# Маслобойный завод Костина
Маслобойный завод Костина — предприятие, которое находилось по адресу улица Суворова, 25 в Ростове-на-Дону в конце XIX — в начале XX века. Завод был собственностью купца Ефима Яковлевича Костина.

## История
В конце XIX — в начале XX века дом по улице Суворова, 25 имел другой адрес — Малая Садовая, 33. Его первым известным собственником был купец Пахомов. В 1880-х годах это помещение арендовал купец Костин и в 1887 году основал в нем кондитерскую фабрику. В 1895 году он обратился в городскую думу с просьбой получить разрешение на обустройство парового маслобойного завода в помещении, которое он арендовал.
В ноябре 1897 года его просьба была удовлетворена, при условии, что влияние предприятия на окружающую среду будет минимальным. В декабре 1912 года информация о работе завода появилась на страницах газеты «Приазовский край». В ней было уведомление, что работа маслобойного завода все-таки негативно влияет на окружающую среду. Это стало поводом для проведения расследования специальной комиссией, которая сделала вывод, что технологии и средства, которые используются предприятием, все-таки загрязняют город.
Хотя владельцем был Костин, но дом принадлежал наследникам Пахомовых, которые впоследствии продали его супругам Костиным. Женой купца Костина была Домна Ивановна, она же была совладельцем предприятия, которое изготовляло подсолнечное масло. Штат завода насчитывал 23 человека. Руководителем был Степан Ефимович Костин — сын купца. Товары предприятия пользовались спросом в городе. В годы Первой мировой войны завод Костина продавал масло по ценам, которые были значительно ниже, чем у других производителей. При определенных обстоятельствах он стал временным монополистом и ввел условия продажи — отдавать не более 800 грамм масла, при условии предъявления документа, который бы подтверждал звание ростовского гражданина. Помимо предпринимательской деятельности, Ефим Костин был гласным городской думы, на эту должность его переизбирали. Собственностью купца Костина также была лавка на Старом рынке, где происходила продажа карамели и бубликов, и доходный дом, который сохранился до наших времен.
После 1917 года завод стал собственностью Свирских, потом предприятие было национализировано и стало известно как маслобойный завод № 8. Его арендовало Донское паевое товарищество «Донснабторг». Завод просуществовал до второй половины XX века. В XXI столетии в этом доме размещается гостиница.

## Описание
Оригинальный фасад дома не сохранился. Остались только некоторые элементы, в частности на 2 этаже в оконных проемах.